# The traveler
The traveler is het derde studioalbum van multi-instrumentalist Dave Kerzner. Tussen zijn vorig werk Static werden nog wel twee albums met zijn naam uitgegeven; het betrof oud werk van Yes (Yesterday and today) dan wel werk met voormalige Yes-leden (Arc of life).

## Inleiding
Kerzner gaf aan dat het grotendeels een vervolg was op zijn debuutalbum (als solist) getiteld New world uit 2014, Static; hij benoemde de drie als trilogie. Hij zag ook een wisselwerking met Dimensionaut van Sound of Contact en Acceleration theory van In Continuum (een band waarin Kerzner ook aanwezig is). De hoofdpersoon trekt al tijdreizend door de wereld en probeert die te beïnvloeden. Het album heeft onderling verwijzende teksten en muziek; kortom een conceptalbum. Het was niet allemaal nieuwe muziek. Uit de opnamen voor Static en de opvolger van Dimensionaut bleef veel materiaal ongebruikt, zeker toen SOC ter ziele ging voordat dat laatste album werd opgenomen.
Kerzner zocht uit eerder geleverde projecten, als ook uit Mantra Vega musici uit die hij voor The traveler kon gebruiken. Er zijn invloeden van te horen van The Beatles (Another lifetime), Pink Floyd (idem) en Genesis (Here and now, part 2) ten tijde van A Trick of the Tail, nummer Los Endos. Dat laatste is mede te danken aan het gebruikte toetseninstrumentarium, Kerzner gebruikte dezelfde instrumenten als Tony Banks in die Genesisjaren.

## Musici
- Dave Kerzner – zang, toetsinstrumenten
- Fernando Perdomo – gitaren (alle tracks), basgitaar (1, 3, 4)
- Marco Minnemann – drumstel (1, 2)
- Joe Deninzon – viool, strijkinstrumenten (1, 2, 5, 9)
- Alex Chod – achtergrondzang (1, 3)
- Matt Dorsey – basgitaar (2, 5, 7, 9)
- Ruti Celli – cello (1, 2)
- Nick D'Virgilio – drumstel (3, 4, 5, 6, 7 , 9)
- Durga McBroom – zang (4, 6, 7, 8, 9)
- Steve Hackett – gitaar (4), een cameo
- Emily Lynn, Lara Smiles, Durga McBroom, Heather Findlay, David Longdon – spreekstemmen (6), een cameo
- Randy McStine – gitaar (5, 7, 9)
- Francis Dunnery – gitaar (6)
- Billy Sherwood – basgitaar (7, 9)
- Jon Davison – zang (8)
- Stuart Fletcher – basgitaar (8)
- Alex Cromarty – drumstel (8)

## Muziek
| Nr. | Titel                                              | Duur |
| --- | -------------------------------------------------- | ---- |
| 1.  | Another lifetime (Kerzner)                         | 4:55 |
| 2.  | Ghostwritten fables (Kerzner, Gene Siegel)         | 6:09 |
| 3.  | A time in your mind (Kerzner)                      | 5:16 |
| 4.  | For granted (Kerzner)                              | 6:03 |
| 5.  | Here and now, part one (Kerzner, McStine, Perdomo) | 2:00 |
| 6.  | Better life (Kerzner)                              | 5:08 |
| 7.  | Cannot get it back (Kerzner, McStine, Perdomo)     | 2:01 |
| 8.  | Feels like home (Kerzner)                          | 5:34 |
| 9.  | Here and now, part 2 (Kerzner, McStine, Perdomo)   | 4:53 |